# Мещерский, Никита Александрович
Ники́та Алекса́ндрович Меще́рский (1 [14] января 1906, имение Герчики, Смоленская губерния — 3 марта 1987, Ленинград) — советский филолог, специалист по истории русского литературного языка, древнеславянской переводной письменности, древнерусской переводной литературе. Автор свыше 200 научных трудов. 
Брат биолога Киры Александровны Мещерской (1909—1991).

## Биография
Родился в имении Герчики Краснинского уезда Смоленской губернии, которое его отец, агроном Александр Мещерский, приобрёл в 1904 году. Его мать, вторая жена А. П. Мещерского, Ольга Эдуардовна Форш (18 марта 1877 — 21 февраля 1971), до замужества училась в Академии художеств на отделении скульптуры — дочь генерала, военного инженера и топографа Э. И. Форша (1828—1896) и Елизаветы Романовны, урождённой Янковской (1838—1914). Н. А. Мещерский — внучатый племянник генерала Д. В. Комарова: его дядя Борис Эдуардович Форш был мужем писательницы Ольги Форш. Другой дядя, Алексей Мещерский, организатор концерна «Коломна — Сормово» (1913), один из организаторов и директоров Международного коммерческого банка в Петербурге имел репутацию «русского Форда».
В 1915 году Мещерский поступил в немецкое реальное училище Катариненшуле при лютеранской церкви Св. Екатерины. После её закрытия перешёл в немецкое Реформатское училище, которое и окончил в 1922 году. Поступил в Петроградский университет на факультет материальной культуры (отделение Древнего Востока), который окончил в 1925 году. С 1926 по 1928 год учился в аспирантуре в Институте языков и литературы Запада и Востока им. А. Н. Веселовского. После окончания аспирантуры преподавал немецкий язык в Институте коммунального строительства и Плановом институте.
В феврале 1932 года за участие в деятельности Александро-Невского братства был арестован; осуждён по ст. 58-10 УК РСФСР на 5 лет ИТЛ, которые провёл на лесоразработках Свирьлага. После освобождения с 1937 года жил в Оренбурге, где был на разных работах, в том числе преподавал в Татарском педагогическом институте.
В 1941 году уехал в Шарлык, где был инспектором РОНО. В 1944 году переехал в Бугуруслан, где преподавал русский язык в Учительском институте и где женился на преподавательнице русского языка. В 1946 году защитил кандидатскую диссертацию в Институте востоковедения.
В 1954—1964 годах — заведующий кафедрой русского языка Карельского педагогического института, декан филологического факультета. В 1960 году защитил докторскую диссертацию в ЛГУ; в этом же году был реабилитирован.
В 1963—1979 годах работал на кафедре русского языка филологического факультета ЛГУ, заведующий кафедрой, до 1982 года оставался профессором кафедры.
Умер 3 марта 1987 года в Ленинграде.

## Семья
Дочери: Елена (род. 1946) и Ольга (1961—2013).

## Труды

#### Монографии
- «История Иудейской войны» Иосифа Флавия в древнерусском переводе — М.; Л., 1958
- Развитие русского языка в советский период. — Л., 1967.
- Источники и состав древней славяно-русской переводной письменности IX—XV вв. — Л., 1978
- История русского литературного языка. — Л., 1981

#### Статьи
- Мещерский Н. А. Екатей Абдерский и его отношение к иудеям // Язык и Литература — Л., 1927 — Том II, Выпуск 2 — С. 44—53.